# Tinkhamia validicornis
Tinkhamia validicornis är en skalbaggsart som beskrevs av J. Linsley Gressitt 1951. Tinkhamia validicornis ingår i släktet Tinkhamia och familjen långhorningar. Inga underarter finns listade i Catalogue of Life.